# Ludwig Sternberg

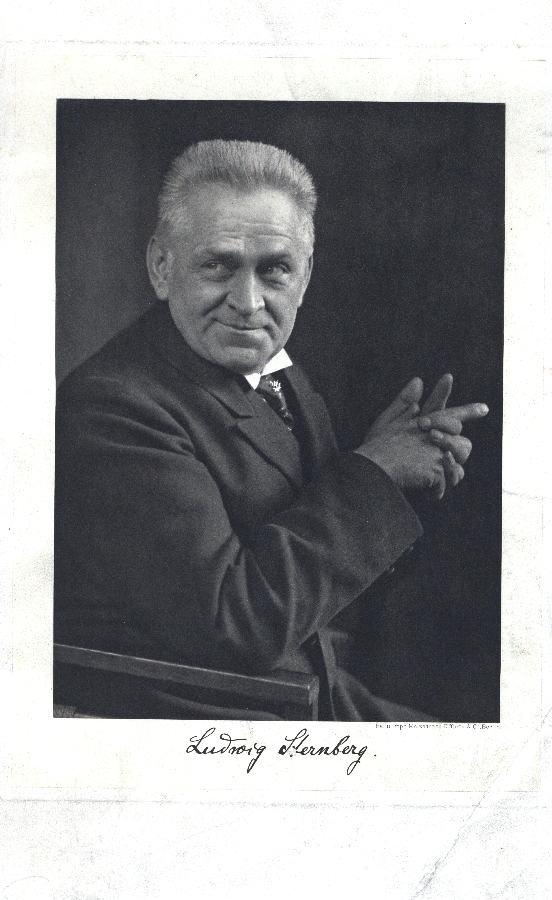
Ludwig Sternberg

Ludwig Sternberg (* 14. November 1857 in Friedland (Mecklenburg); † 23. Februar 1935 in Neubrandenburg) war ein deutscher Schauspieler und als Rezitator ein bedeutender Interpret der Werke Fritz Reuters.

## Leben und Wirken
Ludwig Sternberg wurde als Sohn des Friedländer Bäckeramtsmeisters Johann Ludwig Theodor Sternberg (* 1829) und dessen Frau Elise Sophie Friederike, geb. Albrecht (* 1832), einer Bauerntochter aus Schwanbeck, geboren. Er besuchte die Schulen seiner Heimatstadt, vielleicht zeitweilig auch die Gelehrtenschule in Friedland, ist aber unter deren Abiturienten nicht zu finden. Womöglich sollte er der Familientradition folgend einen Handwerksberuf erlernen oder tat es auch. Genaues darüber ist nicht bekannt.
Im Alter von 22 Jahren begann er seine künstlerische Laufbahn als Schauspieler am Mecklenburg-Strelitzschen Hoftheater in Neustrelitz. Bevor Sternberg als „Regisseur und Charakterdarsteller“ an das Stadttheater in Barmen ging, hielt er am 21. August 1891 seinen ersten „Reuter-Vortrag“ in Neubrandenburg, drei Tage später dann in Friedland mit großem Erfolg.
Zu einer Schriftstellertagung in Düsseldorf lud ihn Emil Rittershaus für einen Reuter-Vortrag ein, der zu weiteren Einladungen in anderen Städten Rheinland-Westfalens führte. Danach gab Sternberg seine Theaterlaufbahn auf, reiste als Reuter-Rezitator durch Deutschland und das Ausland und hielt insgesamt mehr als 4000 Vortragsabende.
Das Mecklenburg-Strelitzsche Staatsministerium verlieh Sternberg für seine Verdienste den Professoren-Titel.
Sternberg wurde auf dem Neuen Friedhof in Neubrandenburg begraben. Obwohl Sternbergs Grabstein auf der Denkmalliste der Stadt steht, wurden die Grabstelle irrtümlich aufgelassen und der Grabstein entfernt und dabei stark beschädigt. Nach Bekanntwerden dessen und öffentlichen Protesten wurden die Reste von Sternbergs Grabstein am 26. Mai 2009 an selber Stelle abgelegt.